# Anne-Jules de Noailles

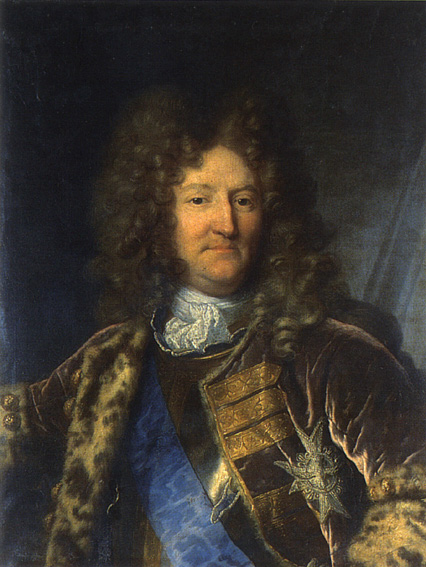
Annes Jules de Noailles, Porträt von Hyacinthe Rigaud

Anne-Jules de Noailles, Herzog von Noailles (* 5. Februar 1650 in Paris; † 2. Oktober 1708 in Versailles) war zweiter Herzog aus dem Haus Noailles und Marschall von Frankreich (ab 1693).
Er gehörte gegen Ende der Herrschaft König Ludwigs XIV. zu den höchsten Generälen Frankreichs.

## Leben
Er war der älteste Sohn des Anne de Noailles, Herzog von Noailles, aus dessen Ehe mit Louise Boyer. Als sein Vater 1678 starb, erbte er den Herzogstitel.
Er trat 1661 in das französische Heer ein, wurde 1673 zum Maréchal de camp befördert und zum Lieutenant-général des Languedoc ernannt. 1680 befehligte er Truppen in Flandern. Im Pfälzischen Erbfolgekrieg (1688–1697) kommandierte er 1689 Truppen in Roussillon gegen die Hugenotten, gegen die er große Milde und Versöhnlichkeit bewies, und 1690 bis 1694 in Katalonien, wo er am 27. Mai 1694 die Schlacht am Ter (in der Nähe von Torroella de Montgrí) gewann. Er nahm ebenfalls am Spanischen Erbfolgekrieg (1701–1714) teil. Später fiel er um seines Bruders, des Kardinals Louis-Antoine de Noailles, Willen beim König in Ungnade.

## Ehe und Nachkommen
Am 13. August 1671 heiratete er Marie-Françoise de Bournonville (1656–1748), Tochter des Ambroise-François, Herzog von Bournonville. Mit ihr hatte er 21 Kinder, darunter:
- Marie Christine de Noailles (1672–1748), ⚭ 1687 Antoine V. de Gramont, Herzog von Gramont, Marschall von Frankreich (Haus Gramont)
- Marie Charlotte de Noailles (1677–1723), ⚭ 1696 Malo, Marquis von Coëtquen.
- Adrien-Maurice de Noailles, Herzog von Noailles (1678–1766), ⚭ Françoise Charlotte Amable d’Aubigné, Nichte von Madame de Maintenon
- Lucie Félicité de Noailles (1683), ⚭ 1698 Victor-Marie d’Estrées, Herzog von Estrées, Marschall von Frankreich
- Marie Thérèse de Noailles (1684–1784), ⚭ 1698 Charles François de la Baume Le Blanc, Herzog von La Vallière
- Marie Françoise de Noailles (1687), ⚭ 1703 Emmanuel de Beaumanoir, Marquis von Lavardin
- Marie-Victoire de Noailles (1688–1766), ⚭ (1) 1707 Louis de Pardaillan, Marquis de Gondrin († 1712), Sohn von Louis Antoine de Pardaillan de Gondrin; ⚭ (2) 1723 Louis Alexandre de Bourbon, Graf von Toulouse, unehelicher Sohn Ludwigs XIV.
- Anne Louise de Noailles (1695), ⚭ (1) 1716 François Le Tellier, Marquis de Louvois († 1719) (Le Tellier de Louvois), ⚭ (2) Jacques Hippolyte Mancini, Marquis Mancini